# Baudre
 Baudre  es una población y comuna francesa, en la región de Baja Normandía, departamento de Mancha, en el distrito de Saint-Lô y cantón de Saint-Lô-Est.

## Demografía
| 254 | 256 | 215 | 247 | 295 | 371 | 365 | 356 |
| Para los censos de 1962 a 1999 la población legal corresponde a la población sin duplicidades (Fuente: INSEE [Consultar]) |     |     |     |     |     |     |     |